# Прокоф'єва Ольга Євгенівна
Ольга Євгенівна Прокоф'єва (нар.. 20 червня 1963, Одинцово, Московська область) — радянська і російська акторка театру і кіно, телеведуча. Заслужена артистка Росії (2001).

## Життєпис
Народилася 20 червня 1963 року в місті Одинцово (Московська область). За словами самої акторки, у неї по батьківській лінії всі священнослужителі, а по материній — великі землевласники й конярі.
У 1985 році закінчила ГІТІС (курс Андрія Гончарова та Марка Захарова).
З 1985 року — акторка Театру імені Володимира Маяковського.
У 2007—2009 роках вела програму «Домашні казки» на телеканалі «Домашній».
У 2017 році стала однією з співведучих програми «Суботній вечір» на телеканалі «Росія-1».

## Родина
- Мати — Софія Прохорівна.
- Старша сестра — Лариса.

Чотири роки жила у цивільному шлюбі з Володимиром Гусинським. Тоді він завідував художньо-постановчою частиною Міжнародного фестивалю молоді та студентів у Москві, був головним режисером культурної програми для іноземних учасників московських Ігор доброї волі, також організовував різні масові дії — дні культури, дні друку, свята районів. А згодом став відомим медіа-магнатом.
У 1992—2004 роках була одружена з актором Театру імені Володимира Маяковського Юрієм Соколовим.
- Син — Олександр Соколов (нар. 1992 р.).

## Номінації та нагороди
- 2001 — Почесне звання «Заслужена артистка Росії» — «За заслуги в галузі мистецтва»[2]
- 2007 — Фіналістка премії «ТЕФІ 2007» в категорії «Виконавиця жіночої ролі в телевізійному фільмі/серіалі» за роль Марини Андріївни у фільмі «Ненормальна».
- 2009 — Приз за найкращу роль дорослого в дитячому фільмі у конкурсі «Наше нове дитяче кіно» на VII Московському фестивалі вітчизняного кіно «Московська прем'єра» за роль Юлії у фільмі «Дах»[4].
- 2013 — Театральна премія «Кришталева Турандот» в номінації «Найкраща жіноча роль» за роль Марії Олександрівни Москальової у виставі «Дядечків сон» (Театр імені Вл. Маяковського)[5].
- 2015 — Спецприз «За внесок у комедію» на XVI російському кінофестивалі комедії «Посміхнися, Росія!»[6].
- 2015 — Приз «Найкраща акторка» в «Конкурсі повнометражних художніх фільмів» на XV Міжнародному дитячому фестивалі мистецтв та спорту «Кінотаврик» за роль Марти у фільмі «Повний вперед»[7].

## Громадська позиція
Ольга Прокоф'єва свідомо порушила державний кордон України з метою проникнення до окупованого Росією Криму для незаконної гастрольної діяльності територією окупованого Росією Криму. 5-6 травня 2017 року вона перебувала у містах Севастополь та Євпаторія, граючи у спектаклі «Чоловік моєї дружини».
Внесена до «чистилища» бази «Миротворець».

## Творчість

### Ролі в театрі

#### Театр імені Володимира Маяковського
- 1981 — «Життя Клима Самгіна» Максима Горького. Режисер: Андрій Гончаров — Лідія Варавка
- 1982 — «Кішка на розжареному даху» Теннессі Вільямса. Режисер: Андрій Гончаров — Мей
- 1985 — «Завтра була війна» Бориса Васильєва Режисер: Андрій Гончаров — Валентина Андроновна
- 1985 — «Блондинка» Олександра Володіна. Режисер: Кама Гінкас — Наташа
- 1988 — «Місце для куріння» Віктора Славкіна. Режисер: Микола Волков — Віра
- 1989 — «Наливні яблука чи правда-добре…» Олександра Островського. Режисер: Андрій Гончаров — Філіцата
- 1989 — «Сюжет Пітера Брейгеля» Тамари Василенко. Режисерка: Тетяна Ахрамкова — вагітна
- 1990 — «Валенсианські божевільні» Лопе де Вега. Режисер4а: Тетяна Ахрамкова — Лаїда
- 1994 — «Жертва століття» Олександра Островського. Режисер: Юрій Йоффе — Ірина Лаврівна
- 1995 — «Кін IV» Григорія Горіна. Режисерка: Тетяна Ахрамкова — Емі Госуїлл
- 1997 — «Банкрут, або Свої люди — поквитаємось» Олександра Островського. Режисер: Євген Лазарєв — Ліпочка
- 1997 — «Любовний напій» Пітера Шеффера. Режисерка: Тетяна Ахрамкова — міс Фреймер
- 1998 — «Чума на обидва ваші дома!» Григорія Горіна. Режисерка: Тетяна Ахрамкова — Розаліна
- 2002 — «Синтезатор любові» Алана Ейкборна. Режисер: Леонід Хейфец — Корінна, Нан 300 ф
- 2003 — «Бенкет» Ніла Саймона. Режисер: Сергій Арцибашев — Марієт Лівьє
- 2004 — «Розлучення по-жіночому» Клер Бут Люс. Режисер: Сергій Арцибашев — Сільвія
- 2005 — «Шестеро коханих» Олексія Арбузова. Режисерка: Катерина Гранітова — Саввішна
- 2006 — «Хитка рівновага» Едварда Олбі. Режисер: Сергій Арцибашев — Клер
- 2011 — «Діти псують стосунки» Жана Летраза. Режисер: Семен Стругачов — Поліна, сестра Анрієтти
- 2012 — «Дядечків сон» Федора Достоєвського. Режисерка: Катерина Гранітова — Марія Олександрівна Москальова
- 2016 — «Кавказьке крейдяне коло» Бертольта Брехта. Режисер: Микита Кобелєв — Свекруха

«Всі мої сини» Артура Міллера. Режисер: Леонід Хейфец — Мати

#### Театральна компанія «Маскарад»
- 2006 — «Чоловік моєї дружини» Миро Гаврана. Режисер: Олександр Огарьов — Драгіца

#### Театр «Міленіум»
- 2009 — Трамвай «Бажання» Теннессі Вільямса. Режисер: Олександр Марін — Бланш Дюбуа

#### Продюсерська компанія «ТеатрДом»
- 2009 — «Крихітка» Жана Летраза. Режисер: Семен Стругачов — Поліна

#### Продюсерська компанія «Аметист»
- 2009 — «Наливні яблука» Олександра Островського. Режисери: Андрій Гончаров і Роман Мадянов — Филіцата

#### Новосибірський драматичний театр «Червоний факел»
- 2013 — «Дядечків сон» Федора Достоєвського. Режисер: Катерина Гранітова — Мар'я Олександрівна Москальова
- 2014 — «Невільничка» Олександра Островського. Режисер: Катерина Гранітова — Софія Сергіївна

#### Театральне агентство «В колі сім'ї»
- 2013 — «37 листівок» Майкла МакКівера. Режисер: Кшиштоф Зануссі— Естер

#### Продюсерська компанія Rest International
- 2016 — «Дорослі ігри, або Рандеву на шістьох» за п'єсою Ніла Саймона «Бенкет». Режисер: Сергій Арцибашев — Марієт Лівьє

### Фільмографія
- 1987 — Перехід на літній час — Ніконова
- 1990 — А в Росії знову окаянні дні  — Ритуля, одеситка-ув'язнена
- 1991 — Принижені й ображені — Олександра Семенівна, дружина Маслобоєва
- 1995 — Московські канікули — шахрайка
- 2001 — Злодійка — Жанна Аркадіївна Байдіна
- 2001 — Зупинка на вимогу — 2 (1-а серія. «Новий поворот») — жінка, що бажає познайомитися
- 2002 — Злодійка 2. Щастя напрокат — Жанна Аркадіївна Байдіна, дружина Михайла
- 2004 — Діти Арбата  — директорка школи
- 2004 — Джек-пот для Попелюшки — мама Гаріка
- 2004 — 2008 — Моя прекрасна нянька — Жанна Аркадіївна Іжевська (головна роль)
- 2005 — Ад'ютанти любові — Марія Федорівна — імператриця Росії, дочка Фредеріки Доротеї Софії Братенбург-Шведської і Фрідріха Євгена Вюртемберзького, дружина Павла I, мати Олександра I, Костянтина і Катерини Павлівни.
- 2005 — Ліга ошуканих дружин — Ліана, власниця шлюбної агенції (головна роль)
- 2005 — Люби мене — Іра
- 2005 — Таксистка-2 (5-а серія) — Олександра Соколова, продавчиня
- 2006 — Ненормальна — Марина Андріївна, лікарка (головна роль)
- 2007 — В очікуванні дива — психологиня
- 2007 — Коли її зовсім не чекаєш — Ольга Анатоліївна, подруга Діни
- 2007 — Пригоди солдата Івана Чонкіна — Капітоліна Бабарикіна, секретарка в НКВС
- 2007 — Шекспіру і не снилося — Серафима, білетерка театру (головна роль)
- 2008 — Час щастя — Інна Білецька, мати Олега
- 2008 — Краса вимагає… — Елеонора Олегівна, консультантка делегації
- 2009 — Виходжу тебе шукати — господиня картинної галереї
- 2009 — Дах — Юлія Івушкіна, мати Свєти
- 2009 — Марго. Вогняний хрест — Марго / Варвара Кріпосна, письменниця (головна роль)
- 2009 — Подія  — Марфа, служниця
- 2010 — Анжеліка — Галина Степанівна, сестра Михайла, московська тітка Анжеліки
- 2010 — Сищик Самоваров (фільм 3. «Богема») — Ірина Прохорівна Мурашова, дружина головного режисера
- 2011 — Загадка для Віри — Брік
- 2011 — Любові всі віки… — Тетяна, викладачка в музичній школі (головна роль)
- 2011 — Пончик Люся — Вероніка Чащина, тітка Люсі
- 2012 — Шукайте маму — Марія, мати Ігоря (головна роль)
- 2013 — Троє в Комі — Вікторія Бонд, акторка (головна роль)
- 2014 — Пітер-Москва — Олександра, мати Вари
- 2014 — Повний вперед  — Марта
- 2015 — Терміново вийду заміж  — Тетяна Ренольдівна
- 2016 — Облудники — Ніна Іванівна Скобелевська, акторка
- 2017 — Бумеранг — Регіна, мати Даші
- 2018 — Любов і Сакс
- 2018 — Перший хлопець на селі — мама Михайла

### Озвучування мультфільмів
- 1989 — Мана
- 1989 — Сестрички-звички
- 1991 — Синиця, гай і вогонь
- 1993 — Повітроплавці
- 1993 — Рідня
- 1993 — Три типи і скрипаль
- 2013 — Повернення Буратіно — Лисиця Аліса